# 規範再定禁止
規範再定禁止（德語：Normwiederholungsverbot，或譯規範重複禁止）是指法律如果經司法違憲審查機關認定違憲而宣告無效，國會不可以重新制定內容相同的法律。世界各國的司法實務運作與法律學者，對於是否應當肯認此原則，有不同立場。

## 德國
在德國，由聯邦憲法法院行使違憲審查權。憲法法院分為兩個庭，每個庭都是獨立的審判體。第一庭向來否定規範再定禁止原則，認為聯邦憲法法院的判決只具有法律位階效力，而身為立法者本身的國會只受憲法位階規範拘束，法律並不拘束國會；如果國會認為必要，可以重新制定與先前內容相同、已被宣告違憲的法律。第二庭則自1951年起，一直採取規範再定禁止原則，認為憲法法院判決應當拘束國會及其他所有憲法機關。不過，依該國學者觀察，兩個審判庭雖有分歧意見，但實務上不甚重要，因為聯邦眾議院與各邦邦議會「在遵循聯邦憲法法院之意見上，本即過度熱心」。
德國法律學界對這個問題的看法也有不同。比如克劳斯·施莱希、斯特凡·科里奥特支持第一庭的看法，並採取與第一庭類似的論證，認為「立法者亦參與憲法的具體化，聯邦憲法法院並不享有關於憲法的解釋獨占」。

## 臺灣
這一原則，在臺灣也被稱為「禁止制定重複規範原則」；行使違憲審查權的中華民國憲法法庭，依其前身司法院大法官會議過去作成的釋字第405號解釋，是採取肯定立場。臺灣另有學者雖予否定（認為立法院可再制定與解釋意旨不符的法律），但認為制定時的審議程序需要更加嚴謹，也應明確提出立法者認為新版本合憲的明確理由，不可完全忽視司法院大法官所闡述的憲法意旨，以促成憲法機關之間持續性的憲法對話。